# Taylor Nichols
Cecil Taylor Nichols (East Lansing, Estados Unidos, 3 de marzo de 1959) es un actor estadounidense, conocido por sus papeles en varias películas de Whit Stillman, incluidos papeles importantes en Metropolitan (1990) y Barcelona (1994), así como su papel en el elenco habitual de la serie de televisión PEN15 (2019-2021).

## Carrera
Nichols es conocido por sus papeles en las películas de Whit Stillman Metropolitan, Barcelona, Los últimos días del disco y Damsels in Distress. Sus personajes en las tres primeras películas eran inseguros y tartamudos, compañeros de los del más extrovertido Chris Eigeman. Nichols y Eigeman también desempeñaron papeles menores en la película independiente The Next Step, estrenada en 1997, de la que Nichols fue productor asociado.
Nichols también ha aparecido en las películas Boiler Room, Congo, The American President, The Big Easy y Parque Jurásico III, así como en episodios de las series de televisión Murder, She Wrote, NewsRadio, Chicago Hope, ER, Man of the People, Judging Amy, The Mind of the Married Man, Csi: Crime Scene Investigation, 24, Mentes criminales, El mentalista, Bones y Double Rush. En 2007, Nichols apareció en la película The Air I Breathe. También se le puede ver en la película Chappaquiddick del 2018.
De 2019 a 2021, Nichols fue miembro del elenco habitual en las tres temporadas de PEN15 en Hulu.

## Vida personal
Nichols nació en East Lansing, Michigan y se graduó de la Universidad de Michigan. Está casado desde 1995 con Margarita de Eguilio, una española que conoció durante la producción de Barcelona. Tienen dos hijas, Alexandra, que nació el 21 de enero de 1999, y Lee, nacida el 30 de enero de 2002.

## Filmografía
- Metropolitan (1990) como Charlie Black
- Man of the People (1991–1992) como Richard Lawrence
- Dr. Quinn, Medicine Woman (1993) como General Custer
- Barcelona (1994) como Ted Boynton
- Dirty Money (1995) como Herb
- Headless Body in Topless Bar (1995) como Danny
- Congo (1995) como Jeffrey Weems
- Serpent's Lair (1995) como Paul Douglas
- The American President (1995) como Stu
- Best Wishes Mason Chadwick (1995) como Mason Chadwick
- Murder, She Wrote (1993–1996) como Varios
- The Larry Sanders Show (1997) como Robbie
- Wings (1997) como Russell Greaney
- NewsRadio (1997) como Glenn
- The Next Step (1997) como Peter
- Cadillac (1997) como Todd
- Born Bad (1997) como Agente Rickman
- ER como Sr. Adams
- Los últimos días del disco (1998) como Charlie / Ted Boynton
- Mixed Blessings (1998) como Rob
- Gideon (1998) como Dr. Richard Willows
- The Sex Monster (1999) como Billy
- Serious Business (1999) como Bradford
- Judging Amy (1999–2000) como Dr. Tracy Carroll
- Running Mates (2000) como Dave
- Boiler Room (2000) como Harry Reynard
- Mercury in Retrograde (2000) como Alex
- Parque Jurásico III (2001) como Mark Degler
- CSI: Crime Scene Investigation (2004, TV Series) como Kevin Greer
- Grey's Anatomy (2005) como Rick Humphrey
- Age of Kali (2005) como Tom Watson
- The Air I Breathe (2007) como Psdre de Sorrow
- Criminal Minds (2007-2008) como William Reid
- Friday Night Lights (2007–2008) como Kevin
- Case 219 (2010) como Richard Ewing
- Black Mail (2010) como Lee Burrows
- Damsels in Distress (2011) como Profesor Black
- Hide Away (2011) como El jefe
- Freeloaders (2012) como Kyle
- Blue (2013) como Bill
- Godzilla (2014) como Analista militar
- Bipolar (2014) como Donald Poole
- Bestseller (2015) como Agente Hayes
- 40 Nights (2016) como Joseph
- Chappaquiddick (2017) como Ted Sorensen
- 1BR (2019) como Jerry
- PEN15 (2019–2021) como Curtis Cone
- The Walking Dead (2020) como Jeremiah
- Perry Mason (2020) como Anciano Seidel
- Roar (2022) como Stan
- Babylon (2022) como Hombre rico
- Rise (2022) como John Hammond
- City of Love (2023) como Ted Larsson